# Vietnamistik
Die akademische Disziplin und das Fach Vietnamistik beschäftigen sich mit der Erforschung und Lehre der Sprache und Kultur der Vietnamesen in der geschichtlichen Entwicklung. Ziel der von verschiedenen methodisch-theoretisch fundierten Disziplinen, vor allem der Geistes- und Gesellschaftswissenschaften, getragenen Forschungsdisziplin Vietnamistik und des auf ihr basierenden Lehrfachs ist ein differenziertes und zugleich ganzheitliches Verständnis der vietnamesischen Sprache und Kultur.
Die europäischen Wurzeln der Vietnamistik gehen über 300 Jahre zurück. Ende des 16. Jahrhunderts kamen portugiesische und französische Missionare nach Vietnam. Später fingen sie an, die vietnamesische Schrift auf Grundlage der portugiesischen Schrift zu schaffen, zur besseren Verbreitung des Evangeliums. Im 19. Jahrhundert und in der ersten Hälfte des 20. Jahrhunderts entwickelte sich die Vietnamistik in Frankreich und Französisch-Indochina als eigenständiges Teilgebiet der modernen Geisteswissenschaften.
Das Studienfach Vietnamistik wird in Deutschland ausschließlich am Asien-Afrika-Institut der Universität Hamburg angeboten. Der erste Studiengang wurde 1982 eingerichtet. Bereits zuvor war Vũ Duy Từ ab 1972 als Lektor für die Sprache und Kultur Vietnams und danach von 1984 bis 1999 als Professor zuständig. Seit 2002 hat Jörg Thomas Engelbert die Professur an der Universität Hamburg inne. Der seit 1970 an der Humboldt-Universität zu Berlin angebotene Vietnamistik-Studiengang wurde 4 Jahre nach der „Wende“ zusammen mit Indonesistik und den Südostasienwissenschaften zum Studiengang Südostasien-Studien. Nach der Emeritierung Wilfried Luleis 1998 wurde auch die Berliner Vietnamistik-Professur gestrichen. Die Vietnamistik ist in der deutschen Hochschulpolitik als Kleines Fach eingestuft.